# 2099
Cette page concerne l'année 2099  du calendrier grégorien.
L'année 2099 est une année commune qui commence un jeudi.
C'est la 2099e année de notre ère, la 99e année du IIIe millénaire, la 99e année du XXIe siècle et la dixième année de la décennie 2090-2099.

## Autres calendriers
- Calendrier hébraïque : 5859 / 5860
- Calendrier indien : 2020 / 2021
- Calendrier musulman : 1522 / 1523
- Calendrier persan : 1477 / 1478

## Climat
- Outre le réchauffement climatique, les écarts de température entre endroits peu-distants devraient se faire ressentir davantage par rapport à la situation actuelle. Un exemple est donné concernant la ville de Montréal au Canada. La différence entre son centre-ville et le quartier de LaSalle est actuellement d'un degré. Elle devrait être de 4 degrés en 2099, si l'on en croit les analyses[1],[2].

## Événements astronomiques
- 21 mars : éclipse solaire annulaire[3].
- 5 avril : éclipse lunaire[4].
- 14 septembre : éclipse solaire totale[5].
- 29 septembre : éclipse lunaire[6].
- Limite maximale de l'année civile sur Windows XP, Windows Vista, Windows 7 et Windows 8.

## Événements prévisibles
- Le bail emphytéotique sur la route à péage 407 en Ontario, au Canada, prend fin et le contrôle total de la route à péage revient au gouvernement de l'Ontario.[réf. nécessaire]

## 2099 en littérature
- Onze novembre : connais pas (de Michel Lannoy)
- An 2100 : Le Solitaire... - Chronique d'une légende du futur Par Aaron Covalis (L'intrigue commence le Jeudi 10 décembre 2099)
- Spider-Man 2099

## 2099 en musique
- La dernière chanson de l'album Charli de la chanteuse américaine Charli XCX, en duo avec Troye Sivan s'appelle 2099.